# Evgenij Fëdorov (ciclista)
Evgenij Vasil'evič Fëdorov (in russo Евгений Васильевич Фёдоров?; Aqtöbe, 16 febbraio 2000) è un ciclista su strada kazako che corre per l'XDS Astana Team. Professionista dal 2021, nel 2022 ha vinto il titolo asiatico a cronometro e il titolo mondiale Under-23 in linea.

## Palmarès

### Strada
- 2017 (Juniores)

Campionati kazaki, Prova in linea Juniores
4ª tappa Tour de DMZ (Inje > Goseong)
- 2018 (Juniores)

Campionati kazaki, Prova a cronometro Juniores
3ª tappa Tour de DMZ (Yeoncheon > Hwacheon)
- 2019 (Vino-Astana Motors, una vittoria)

Campionati asiatici, Prova a cronometro Under-23
- 2020 (Vino-Astana Motors, tre vittorie)

1ª tappa Tour de Langkawi (Kuching > Kuching)
1ª tappa Tour du Rwanda (Kigali > Kigali)
1ª tappa Tour of Szeklerland (Sfântu Gheorghe > Sfântu Gheorghe)
- 2021 (Astana-Premier Tech, una vittoria)

Campionati kazaki, Prova in linea
- 2022 (Astana Qazaqstan Team, due vittorie)

Campionati asiatici, Prova a cronometro
Campionati del mondo, Prova in linea Under-23
- 2023 (Astana Qazaqstan Team, due vittorie)

Campionati asiatici, Prova a cronometro
Giochi asiatici Prova in linea
- 2024 (Astana Qazaqstan Team, una vittoria)

Campionati asiatici, Prova a cronometro
- 2025 (XDS Astana Team, due vittorie)

Campionati kazaki, Prova a cronometro
Campionati kazaki, Prova in linea

#### Altri successi
- 2018 (Juniores)

Classifica scalatori Tour de DMZ
- 2019 (Juniores)

Classifica scalatori Tour of Almaty
- 2022 (Astana Qazaqstan Team)

Campionati asiatici, Cronosquadre
- 2023 (Astana Qazaqstan Team)

Campionati asiatici, Cronosquadre
- 2024 (Astana Qazaqstan Team)

Campionati asiatici, Cronosquadre

## Piazzamenti

### Grandi Giri
- Tour de France

2023: 148°
2024: fuori tempo massimo (12ª tappa)
2025: non partito (20ª tappa)
- Vuelta a España

2022: 122º

### Classiche monumento
- Milano-Sanremo

2024: 91°
2025: 68º
- Giro delle Fiandre

2021: squalificato
2022: 101º
2023: 63º
2024: ritirato
2025: 27º
- Parigi-Roubaix

2021: ritirato
2022: 100º
2023: 26º
2024: 14º
2025: 67º

### Competizioni mondiali
- Campionati del mondo su strada

Bergen 2017 - Cronometro Juniores: 32º
Bergen 2017 - In linea Juniores: 9º
Innsbruck 2018 - Cronometro Juniores: 23º
Innsbruck 2018 - In linea Juniores: 23º
Yorkshire 2019 - Cronometro Under-23: 35º
Yorkshire 2019 - In linea Under-23: 24º
Fiandre 2021 - Cronometro Under-23: 20º
Fiandre 2021 - In linea Under-23: 28º
Wollongong 2022 - Cronometro Elite: 28º
Wollongong 2022 - In linea Under-23: vincitore
Glasgow 2023 - In linea Elite: non partito
Glasgow 2023 - Staffetta mista: 12º
Glasgow 2023 - Cronometro Elite: 39º
Zurigo 2024 - Cronometro Elite: 30º
Zurigo 2024 - In linea Elite: ritirato
- Campionati del mondo gravel

Veneto 2022 - Elite: 5º
- Giochi olimpici

Parigi 2024 - Cronometro: 21º
Parigi 2024 - In linea: ritirato